# Championnat de Jordanie de football 1984
Navigation
Saison précédente Saison suivante
La saison 1984 du Championnat de Jordanie de football est la trente-sixième édition du championnat de première division en Jordanie. La compétition est disputée sous forme de poule unique où les douze meilleurs clubs du pays s'affrontent deux fois au cours de la saison, à domicile et à l'extérieur. En fin de saison, les deux derniers du classement sont relégués et remplacés par les deux meilleurs clubs de deuxième division.
C'est le club d'Amman SC qui remporte la compétition après avoir terminé en tête du classement, avec trois points d'avance sur le tenant du titre, Al-Faisaly Club et quatre sur Al-Weehdat Club. C'est l'unique titre de champion de Jordanie de l'histoire du club.
Amman SC devient par la même occasion le premier club jordanien à participer à une compétition continentale, puisque l'AFC organise à nouveau la Coupe d'Asie des clubs champions, après quinze années d'interruption.

## Les clubs participants
| - Al-Weehdat Club - Al Ramtha SC - Al Hussein Irbid - Al-Ahli Amman - Amman SC - Al Arabi Irbid - Promu de D2 | - Al Jazira Amman - Al-Faisaly Club - Al Nasr Amman - Ain Karem SC - Al Balqaa - Al Quoqazi - Promu de D2 |

## Compétition

### Classement
Le barème utilisé pour établir le classement est le suivant :
- Victoire : 2 points
- Match nul : 1 point
- Défaite : 0 point

| Rang | Équipe           | Pts | J  | G  | N  | P  | Bp | Bc | Diff |
| ---- | ---------------- | --- | -- | -- | -- | -- | -- | -- | ---- |
| 1    | Amman SC         | 33  | 22 | 13 | 7  | 2  | 28 | 10 | +18  |
| 2    | Al-Faisaly ClubT | 30  | 22 | 12 | 6  | 4  | 27 | 15 | +12  |
| 3    | Al-Weehdat Club  | 29  | 22 | 11 | 7  | 4  | 33 | 13 | +20  |
| 4    | Al Ramtha SC     | 28  | 22 | 11 | 6  | 5  | 23 | 14 | +9   |
| 5    | Al Hussein Irbid | 28  | 22 | 10 | 8  | 4  | 24 | 16 | +8   |
| 6    | Al Jazira AmmanC | 25  | 22 | 9  | 7  | 6  | 23 | 13 | +10  |
| 7    | Al-Ahli Amman    | 20  | 22 | 5  | 10 | 7  | 22 | 25 | -3   |
| 8    | Al Arabi IrbidP  | 19  | 22 | 5  | 9  | 8  | 15 | 20 | -5   |
| 9    | Al Nasr Amman    | 18  | 22 | 5  | 8  | 9  | 27 | 33 | -6   |
| 10   | Ain Karem SC     | 18  | 22 | 6  | 6  | 10 | 18 | 28 | -10  |
| 11   | Al QuoqaziP      | 15  | 22 | 5  | 5  | 12 | 14 | 26 | -12  |
| 12   | Al Balqaa        | 1   | 22 | 0  | 1  | 21 | 6  | 47 | -41  |

|  | Qualification pour la Coupe d'Asie des clubs champions 1985-1986                         |
|  | Relégation directe en deuxième division                                                  |
|  | T : Tenant du titre C : Vainqueur de la Coupe de Jordanie P : Promu de deuxième division |

## Bilan de la saison
| Championnat de Jordanie de football 1984   |                      |
| Champion                                   | Amman SC (1er titre) |
| Coupes et trophées                         |                      |
| Vainqueur de la Coupe de Jordanie 1984     | Al Jazira Amman      |
| Qualifications continentales               |                      |
| Coupe d'Asie des clubs champions 1985-1986 | Amman SC             |
| Promotions et relégations                  |                      |
| Promus en première division                | Al Buqa'a            |
| Promus en première division                | Al-Qadisiya SC       |
| Relégués en deuxième division              | Al Qouqazi           |
| Relégués en deuxième division              | Al Balqaa            |